# Witold Kubala
Witold Kubala (* 8. Mai 1970 in Łódź; auch Witobald Kubala) ist ein ehemaliger polnischer Fußballprofi.

## Sportlicher Werdegang
Der Offensivspieler Kubala kam zur Saison 1992/93 der 2. Bundesliga gemeinsam mit Sławomir Chałaśkiewicz vom polnischen Verein Widzew Łódź zum deutschen Erstliga-Absteiger F.C. Hansa Rostock. Zuvor hatte er nach dem Wiederaufstieg der Mannschaft in die polnische erste Liga 1990/91 in der Saison 1991/92 noch 14 Erstliga-Partien für Łódź bestritten.
In Rostock debütierte Kubala am 12. Juli 1992 in der zweithöchsten deutschen Spielklasse und absolvierte im Saisonverlauf insgesamt 19 Zweitliga-Einsätze und ein Spiel im DFB-Pokal 1992/93 für Rostock, wobei Kubala in beiden Wettbewerben je ein Tor gelang, der F.C. Hansa jedoch als elfter der Abschlusstabelle den angestrebten Wiederaufstieg verfehlte. Dabei war das Spiel am 13. März 1993 zugleich Kubalas letztes für die Ostseestädter, da er im Folgenden als Sportinvalide seine aktive Laufbahn beendete.